# Метод підпомпування газу
Метод підпомпування газу (рос. метод подкачки газа; англ. method of gas pumping; нім. Gaseinpumpenmethode f) — один з експрес-методів випробовування свердловин, що простоюють. Застосовується як для «непереливаючих», так і для «переливаючих» свердловин з надмірним тиском на гирлі.
При використанні методу у свердловину, гирло якої герметизовано, за допомогою компресора або з балона нагнітається газ (повітря) з таким розрахунком, щоб рівень рідини поступово був відтиснутий на відстань від кількох метрів до кількох десятків метрів, при цьому манометрами реєструється зміна вибійного і гирлового тисків.